# Dicranomyia melleicauda
Dicranomyia melleicauda är en tvåvingeart. Dicranomyia melleicauda ingår i släktet Dicranomyia och familjen småharkrankar. Enligt den finländska rödlistan är arten starkt hotad i Finland. Artens livsmiljö är strandängar vid Östersjön.

## Underarter
Arten delas in i följande underarter:
- D. m. melleicauda
- D. m. complicata
- D. m. stenoptera